# Kirill Alexandrowitsch Dmitrijew

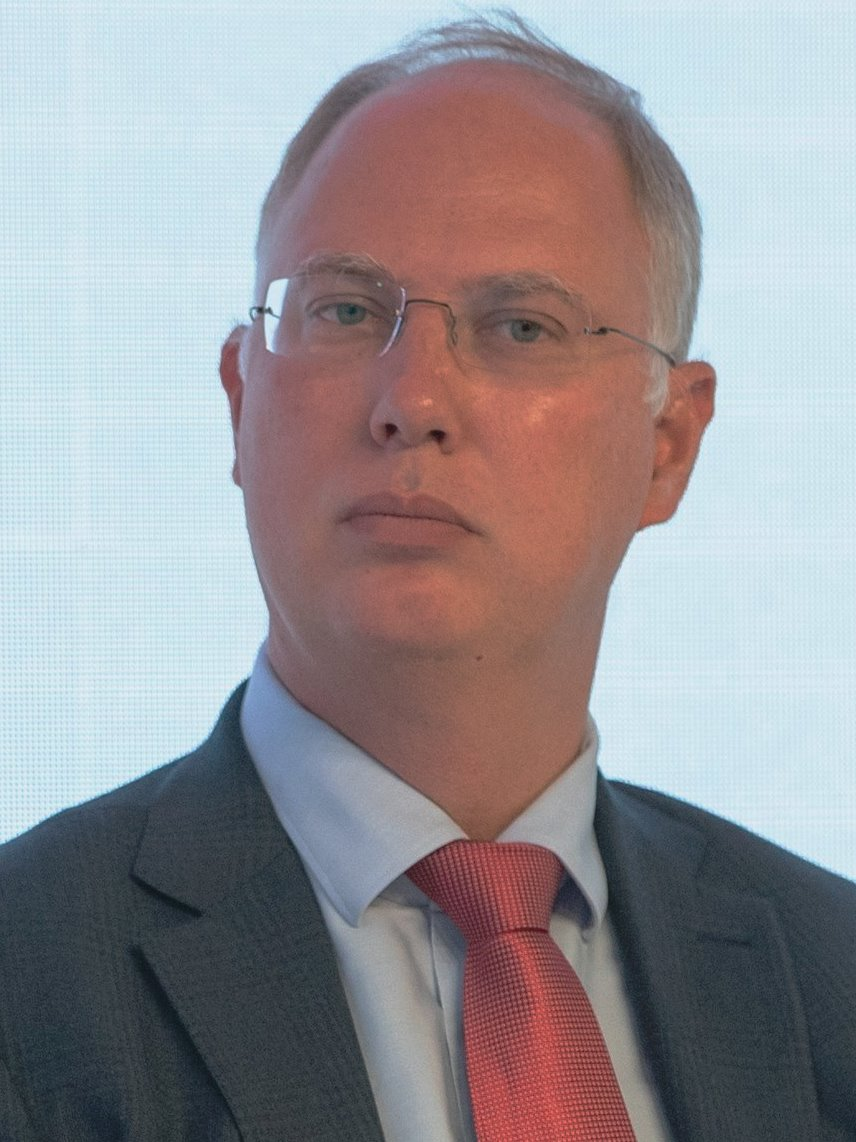
Kirill Dmitrijew, 2018

Kirill Alexandrowitsch Dmitrijew (russisch Кирилл Александрович Дмитриев; * 12. April 1975 in Kiew) ist ein russischer Investmentbanker. Er ist Leiter des Russian Direct Investment Fund (RDIF), des staatlichen russischen Anlagefonds. Neben dem russischen Außenminister Sergei Lawrow und Putins außenpolitischem Berater Juri Uschakow vertrat er Russland 2025 bei einer russisch-US-amerikanischen Konferenz zur Beendigung des Russisch-Ukrainischen Krieges in Saudi-Arabien.

## Biografie

### Ausbildung
Kirill Dmitrijew wurde in Kiew in der damaligen Ukrainischen Sozialistischen Sowjetrepublik geboren. Als einer der ersten sowjetischen Austauschschüler kam er bereits 1989 zu einem Besuch in die USA. Dort lebte er bei einer Gastfamilie in New Hampshire. Später zog er zu Freunden seiner Eltern in Kalifornien. Er immatrikulierte sich an der Stanford University und erhielt einen Bachelor-Abschluss mit Auszeichnung in Volkswirtschaftslehre. Im Anschluss studierte er als Baker-Stipendiat in Harvard und erlangte dort den MBA.

### Berufliche Karriere
Nach seinem Studium arbeitete er als Investmentbanker bei Goldman Sachs in New York und als Berater bei McKinsey & Company in Los Angeles, Moskau und Prag. Im Jahr 2000 kehrte er endgültig nach Russland zurück. Dort wurde er Partner bei Delta Private Equity Partners. Gleichzeitig arbeitete er für den U.S. Russia Investment Fund. Von 2007 bis 2011 verwaltete er als Präsident der ukrainischen Beratungsfirma Icon Private Equity etwa eine Milliarde US-Dollar. Icon befand sich vornehmlich im Besitz von Wiktor Pintschuk, dem Schwiegersohn des ehemaligen ukrainischen Präsidenten Leonid Kutschma. Zu Dmitrijews Aufgaben in dieser Zeit gehörten der Verkauf der DeltaBank an General Electric und der DeltaCredit Bank an Société Générale. Er war auch am Verkauf von Anteilen von CTC Media an Fidelity Investments, von National Cable Networks an Basic Element und von CompuLink an drei Investmentfonds beteiligt.
Auf Empfehlung von Pintschuk wurde Dmitrijew mit der Gründung des Russian Direct Investment Fund im Jahr 2011 zu dessen Leiter ernannt. Zusammen mit internationalen strategischen Partnern investiert er nun in russische Industrieprojekte. In dieser Rolle kam ihm eine besondere Rolle beim Kampf gegen die COVID-19-Pandemie zu. Der RDIF investierte umfangreich in die Versorgung Russlands mit Testkits und Hygiene-Artikeln sowie in die Entwicklung des Impfstoffs Sputnik V.

### Privatleben
Die Ehefrau Dmitrijews, Natalia Popowa, war zunächst Kommilitonin von Putins Tochter Katerina Tichonowa und später ihre Stellvertreterin bei der Innopraktika-Stiftung. Im Aufsichtsrat von Sibur saß Kirill Dmitrijew zusammen mit Tichonowas Ex-Ehemann Kirill Schamalow. Die beiden Familien fuhren zusammen in die Ferien.

## Weitere Aktivitäten
Das Weltwirtschaftsforum in Davos ernannte ihn 2009 zu einem Young Global Leader. Er hält Aufsichtsratsmandate bei Rostelecom, MDMG, Gazprombank, der russischen Eisenbahn, Transneft, Rosseti und der Skolkovo-Stiftung. Er ist außerdem im Stiftungsrat des Mariinski-Theaters, der Lomonossow-Universität, der Russischen Akademie für Theaterkunst und der neu gegründeten Nationalen Geschichtsstiftung.
Im Jahr 2017 nahm er an einem Treffen zwischen russischen und US-amerikanischen Geschäftsleuten auf den Seychellen teil. Das Treffen wurde später im Mueller-Report verdächtigt, dem Zweck gedient zu haben, einen verdeckten Gesprächskanal zwischen der Trump-Administration und der russischen Regierung zu installieren.
Anfang 2025 war Dmitrijew bei der Aushandlung eines Gefangenenaustauschs zwischen Russland und den USA von zentraler Bedeutung.

### Mitwirkung an den Verhandlungen mit den USA über die Beendigung des russisch-ukrainischen Krieges
Dmitrijew war Teil der russischen Delegation bei den Gesprächen in Saudi-Arabien im Februar 2025. Am 2. April reiste er nach Washington zu Gesprächen mit Steve Witkoff, dem Sondergesandten von Präsident Trump. Medienberichten zufolge sprach Dmitrijew von Fortschritten in den Gesprächen. Es gebe ein gemeinsames „Verständnis darüber, wie wir vorankommen können, um die Vereinbarung abzuschließen“. Für die Termine in den USA wurde Dmitrijew temporär von den Einreisesanktionen befreit.